# Хоккей с шайбой
Хокке́й с ша́йбой, хокке́й на льду — командная спортивная игра на льду, заключающаяся в противоборстве двух команд на коньках, которые, передавая шайбу клюшками, стремятся забросить её наибольшее количество раз в ворота соперника и не пропустить в свои.
Игра является олимпийским видом спорта. По всему миру зарегистрировано более миллиона игроков, регулярно выступающих в различных лигах.

## История хоккея
История хоккея является одной из самых оспариваемых среди всех видов спорта. Традиционно местом рождения современного хоккея считается Монреаль (Канада) (хотя более свежая информация указывает на первенство Кингстона, Онтарио). Однако ещё на некоторых голландских картинах XVI века изображено множество людей, играющих на замёрзшем канале в похожую на хоккей игру.

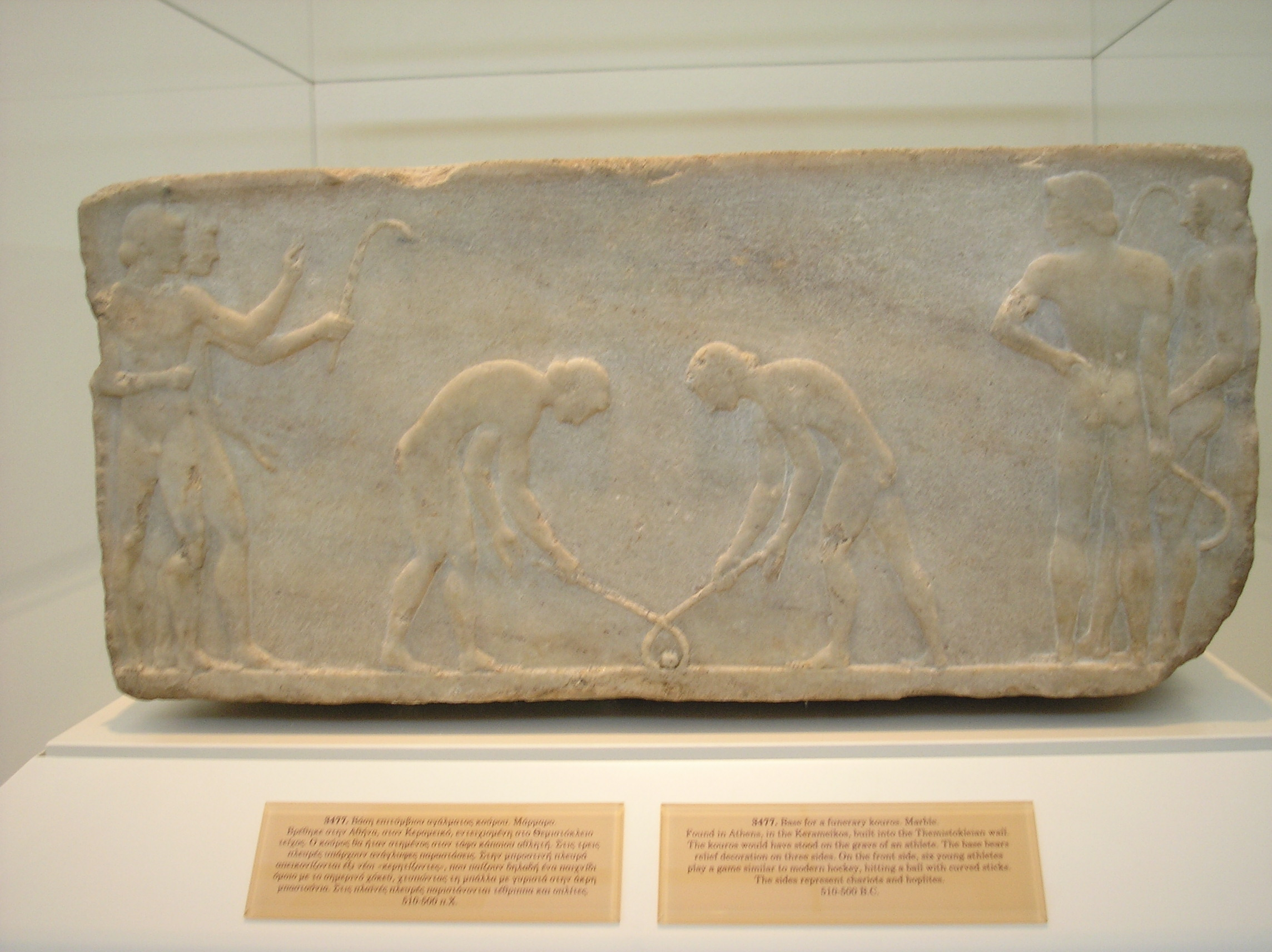
Барельеф ~600 лет до н. э.

Игры с изогнутыми палками и мячом можно найти в истории многих культур. В Египте обнаружена 4000-летняя резная работа, которая изображает команды с палками и снарядом. Хёрлинг в Ирландии датируется до 1272 года до н. э. Примерно 600 годом до н. э. датируется древнегреческое изображение игры, которая, возможно, называлась керетизеин (κερητεειν), потому что в неё играли с рогом или похожей на рог палкой керас (kéras, κρρας). Во Внутренней Монголии дауры играет в бейкоу, игру, похожую на современный хоккей на траве, уже около 1000 лет.
Большинство свидетельств о существовании в Средние века игр, похожих на хоккей, можно найти в законодательстве, касающемся спорта и игр. Голуэйский Статут, принятый в Ирландии в 1527 году, запрещал некоторые виды игр с мячом, в том числе игры с использованием «крючковатых» (написанных «hockie», похожих на «hooky») палок. На знаменитом полотне Питера Брейгеля «Охотники на снегу» (1565) на льду замёрзшего пруда можно разглядеть фигурки на коньках и с клюшками, один из игроков замахнулся клюшкой по предмету, похожему на шайбу.
К XIX веку различные формы и виды исторических и национальных игр начали дифференцироваться и объединяться в отдельные виды спорта. Начали формироваться организации, занимающиеся кодификацией правил и положений, а также национальные и международные органы, которые управляют внутренней и международной конкуренцией.
Но, несмотря на древний возраст истоков хоккея, родиной современного хоккея считается всё-таки Канада. Когда в 1763 году Великобритания отвоевала у Франции Канаду, солдаты привезли с собой на эту землю хоккей на траве. Поскольку канадские зимы очень суровые и длинные, то в этой местности всегда приветствовались зимние виды спорта. Прикрепляя резаки для сыра к своим ботинкам, англо- и франкоговорящие канадцы играли в эту игру на замёрзших реках, озёрах и прочих водоёмах. В Новой Шотландии и Виргинии существуют старинные картины, на которых изображены люди, играющие в хоккей.
3 марта 1875 года в Монреале на катке «Виктория» был проведён первый хоккейный матч, информация о котором была зафиксирована в монреальской газете «Montreal Gazette». Каждая из команд состояла из девяти человек. Играли деревянной шайбой («шинни»), а защитную экипировку позаимствовали из бейсбола. Впервые на льду поставили хоккейные ворота.
В 1877 году несколько студентов монреальского университета Макгилла разработали первые семь хоккейных правил. В 1879 году сделали резиновую шайбу. Через некоторое время игра стала столь популярна, что в 1883 году была представлена на ежегодном Монреальском зимнем карнавале. В 1885 году в Монреале была основана Любительская хоккейная ассоциация.
Правила игры в хоккей были усовершенствованы, упорядочены и напечатаны в 1886 году. Согласно им, количество полевых игроков уменьшилось с девяти до семи, на льду находились вратарь, передний и задний защитники, центральный и два нападающих, а впереди по всей ширине поля действовал ровер (англ. rover — бродяга) — сильнейший хоккеист, лучше всех забрасывающий шайбы. Весь матч команда проводила в одном составе, и к концу игры спортсмены буквально ползали по льду от усталости, ведь заменять разрешалось лишь того игрока, который получил травму (и то в последнем периоде и только с согласия соперников). В том же году была проведена первая международная встреча между канадской и английской командами.
В 1890 году в провинции Онтарио прошёл чемпионат для четырёх команд. Вскоре появились крытые катки с естественным льдом. Чтобы он не таял, в стенах и крышах прореза́ли узкие щели для доступа холодного воздуха. Первый каток с искусственным льдом построили в Монреале в 1899 году.
Игра в хоккей стала настолько популярной, что в 1893 году генерал-губернатор Канады лорд Фредерик Артур Стэнли приобрёл за 10 гиней кубок для вручения чемпиону страны. Так появился легендарный трофей — Кубок Стэнли. Сначала за него боролись любители, а с 1910 года — и профессионалы. С 1927 года Кубок Стэнли оспаривают команды Национальной хоккейной лиги.
В 1900 году на воротах появилась сетка. Согласно легенде, канадец Фрэнсис Нильсон приспособил на ворота рыболовную сеть. Благодаря этой новинке прекратились споры о том, забит гол или нет. Металлический свисток судьи, от холода прилипавший к губам, заменили колокольчиком, а вскоре и пластмассовым свистком. Тогда же ввели вбрасывание шайбы (раньше судья руками придвигал клюшки соперников к лежащей на льду шайбе и, дав свисток, отъезжал в сторону, чтобы не получить удар клюшкой).
Первая профессиональная хоккейная команда была создана в Канаде в 1904 году. В этом же году хоккеисты перешли к новой системе игры — «шесть на шесть». Был установлен стандартный размер площадки — 56 × 26 м, который с тех пор мало изменился. Спустя четыре сезона произошло полное разделение на профессионалов и любителей. Для последних учредили Кубок Аллана, который разыгрывается с 1908 года. Его обладатели впоследствии представляли Канаду на чемпионатах мира.
В начале XX века канадским хоккеем заинтересовались европейцы. Конгресс в Париже в 1908 году основал Международную федерацию хоккея на льду (ИИХФ), объединившую первоначально четыре страны — Бельгию, Францию, Великобританию и Швейцарию. В 1914 году возникла Канадская хоккейная ассоциация (КАХА), а в 1920 году она стала членом Международной федерации.
Для повышения зрелищности и скорости игры в 1910 году разрешили замену спортсменов. В этом же году возникла Национальная хоккейная ассоциация, а знаменитая Национальная хоккейная лига (НХЛ) появилась лишь в 1917 году.
Немало новшеств принадлежит хоккеистам братьям Пэтрик — Джеймсу, Крэйгу и Лестеру (последний стал известным хоккейным деятелем). По их инициативе игрокам присвоили номера, очки стали начислять не только за голы, но и за результативные передачи (система «гол плюс пас»), хоккеистам разрешили передавать шайбу вперёд, а вратарям — отрывать коньки ото льда. Игра с тех пор стала длиться три периода по 20 минут каждый.
В 1911 году ИИХФ официально утвердила канадские правила игры в хоккей, а в 1920 году состоялся первый чемпионат мира. В 1929 году вратарь Клинт Бенедикт из «Монреаль Мэрунз» впервые надел маску. В 1934 году узаконили штрафной бросок. В 1945 году за воротами установили разноцветные фонари для более точного учёта заброшенных шайб («красный» означает гол, «зелёный» — взятие ворот не зафиксировано). В этом же году было введено тройное судейство: главный судья и два помощника (линейные судьи). В 1946 году была узаконена система судейских жестов при конкретных нарушениях правил.
Крупные арены в США и Канаде начали строить ещё в 30-х годах XX века. Так, в Чикаго в 1938 году появился Дворец спорта на 15 000 мест.
В 1920 году состоялась первая встреча в официальном турнире — на Олимпийских играх — между командами Старого и Нового Света. Канадцы вновь подтвердили свою славу сильнейшей хоккейной державы мира. Победили канадцы и на олимпийских турнирах (одновременно считавшихся чемпионатами мира) 1924 и 1928 годов. В 1936 году Великобритания выиграла титул олимпийского чемпиона, отобрав его у канадцев, которые владели им 16 лет.

## Хоккейная площадка

Хоккейная площадка европейского образца

Хоккейная площадка образца НХЛ

### Размеры
В правилах ИИХФ и НХЛ размеры хоккейной площадки различаются.
По правилам ИИХФ, максимальные размеры — 69 метров в длину и 39 метров в ширину, минимальные размеры — 56 метров в длину и 26 метров в ширину; в официальных соревнованиях под эгидой ИИХФ размеры площадки должны быть 60-61 м в длину и 29-30 м в ширину; для прочих соревнований минимальный размер площадки установлен в 40×20 метров.
Правила НХЛ предписывают размер площадки в 200×85 футов, то есть 60,96 х 25,90 метров. В НХЛ считается, что меньшие размеры способствуют силовой борьбе, броскам по воротам, игре у бортов, где происходит много жарких единоборств, стычек и драк.
Углы площадки должны быть скруглены дугой окружности радиусом от 7 до 8,5 м по правилам ИИХФ и 28 футов (8,53 м) в НХЛ.

### Борта

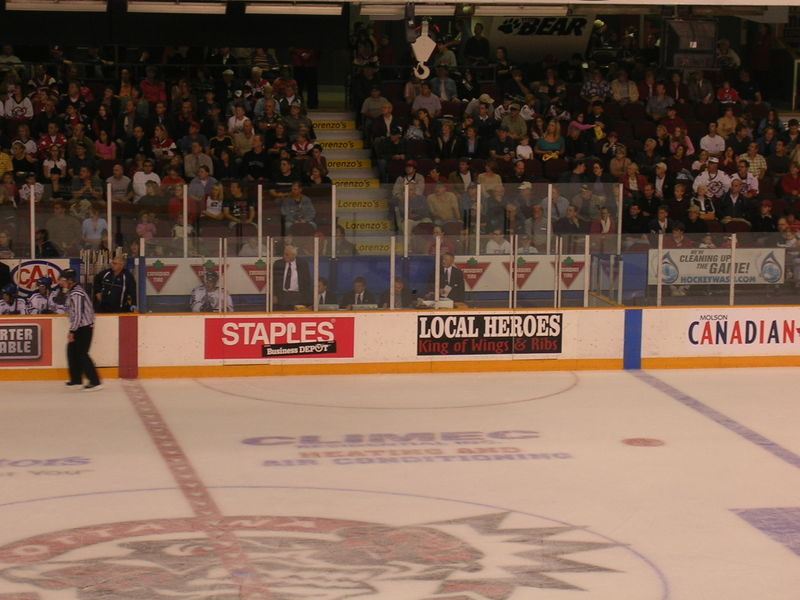

Площадка ограждена бортиком высотой 1,20-1,22 м, имеющим закругления (радиусом 7-8,5 м) в углах поля. На лицевых бортах за воротами по всей ширине поля (включая закругления) крепится ограждение из защитного стекла высотой 1,6-2 м. В средней части бокового бортика расположены две открывающиеся внутрь калитки, предназначенные для выхода игроков на площадку. Ещё две калитки расположены напротив: на скамейке для оштрафованных игроков.

### Разметка
В 3—4 м от лицевых бортов проведены красные линии ворот, по центру которых располагаются ворота и наносится голубая разметка вратарской зоны с красной окантовкой. В 17,23 м от линии ворот — синие линии зон, благодаря которым площадка разделяется на 3 зоны: среднюю зону и две зоны соперников. В центре поля — красная линия, разделяющая площадку пополам, и точка вбрасывания, находящаяся посередине красной линии. По обе стороны от ворот на расстоянии 6 м нанесены точки вбрасывания, из которых радиусом 4,5 м нанесены границы зон вбрасывания.

### Ворота
На линии ворот по оси площадки устанавливаются ворота. Размер ворот един: ширина 1,83 м (6 футов), высота 1,22 м (4 фута).

### Скамейка штрафников
Каждая хоккейная площадка оборудована двумя скамейками для оштрафованных игроков. Каждая скамейка должна быть рассчитана минимум на 5 игроков. Минимальная длина скамейки — 4 метра, ширина — 1,5 метра.

## Экипировка

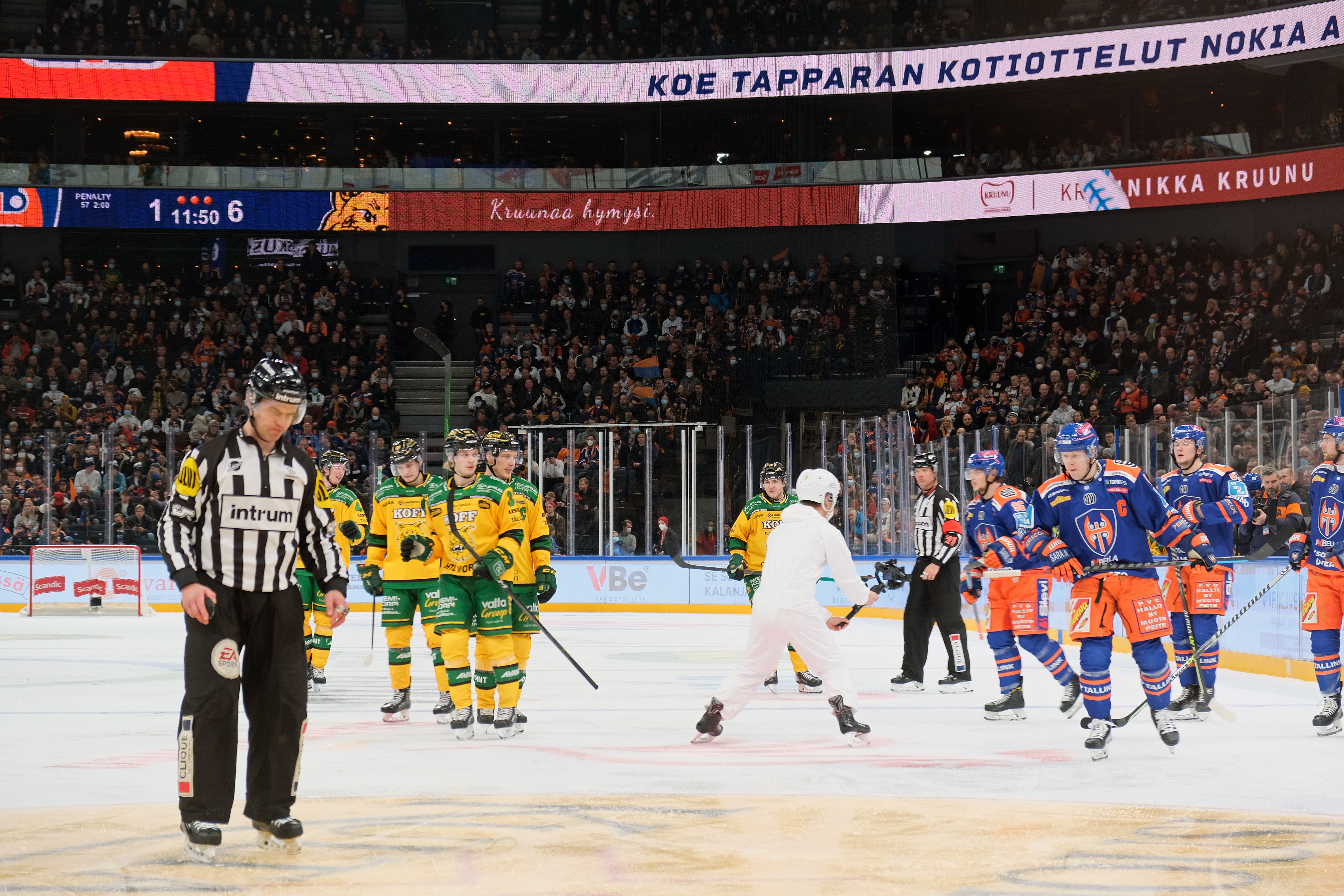
Матч между Ильвесом (жёлто-зелёный) и Таппара (синий-оранжевый) 3 декабря 2021 года на Нокиа Арена в Тампере, Финляндия.

Большое внимание уделяется хоккейной экипировке. Спортсмены заботятся о том, чтобы максимально обезопасить себя от болезненных ударов шайбы и клюшки, от ударов при столкновении с другим игроком, от падения на борт и т. д. Раньше обмундирование хоккеиста было тяжёлым, и хоккеисты выглядели в нём неуклюжими, испытывали дискомфорт, но это не мешало им играть.
Верхняя форма и шлемы игроков одной команды должна быть одинакового цвета (вратарю разрешается иметь шлем, отличный по цвету от шлемов других игроков). На свитерах игроков должны быть нанесены номера и фамилии.

### История хоккейной формы
Когда в Канаде зародился хоккей с шайбой, свитера для игры были вязаными и различались только цветом. С развитием этого вида спорта развивалась и изменялась хоккейная экипировка. Хоккейные команды стремились запомниться не только своей игрой, но и отличительным от других внешним видом. С растущей популярностью хоккея и возраставшим количеством команд, принимающих участие в хоккейных турнирах, на хоккейную форму стали наносить отличительные знаки и логотипы, а затем номера и фамилии игроков. Изменилась и технология изготовления хоккейных свитеров, они стали изготавливаться из разных видов материалов. В настоящее время полиэстер — основной материал, который используется для производства свитеров для игры в хоккей. Именно этот материал способствует хорошей воздухопроницаемости, прочности и лёгкости хоккейной формы. Появилась возможность изготавливать очень яркую форму с насыщенными цветовыми решениями. Сейчас у хоккейных клубов или у отдельно взятой команды имеются два или более вида формы. Комплекты хоккейной формы бывают домашними, гостевыми или выездными. Например для КХЛ характерен тёмный оттенок хоккейных свитеров для домашней формы, свитер для выездных встреч — светлый (форма НХЛ также выбирается по правилам — домашняя — тёмного цвета, гостевая — светлого).

## Продолжительность игры
Матч по хоккею с шайбой состоит из трёх периодов по 20 минут чистого времени. Перерывы между периодами длятся 17 минут. С 11 января 2013 года в чемпионате КХЛ перерывы между периодами матча (включая проведение мероприятий на ледовой поверхности хоккейной площадки) составляют 17 минут. В случае ничейного результата по окончании трёх периодов возможно назначение дополнительного времени (овертайма). В случае ничьей по окончании овертайма пробиваются послематчевые броски. Если в турнире идёт плей-офф, то овертайм идёт до первой заброшенной шайбы. Необходимость овертайма, а также его продолжительность и количество послематчевых бросков оговариваются отдельно в регламенте турнира.

## Составы команд

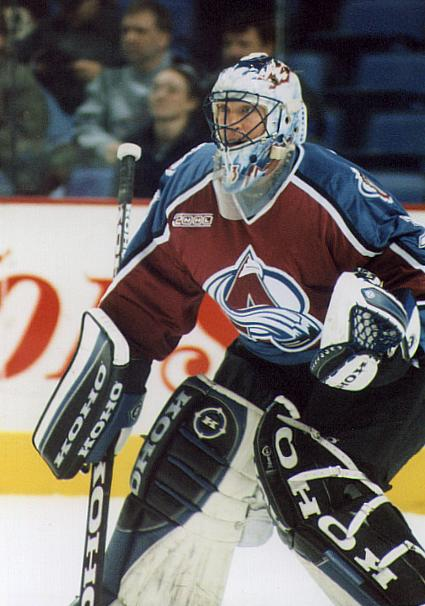
Хоккей. Вратарь.

На матч обычно заявляют 17—22 игроков от одной команды. Минимальное и максимальное количество игроков определяется регламентом турнира.
Одновременно на поле со стороны одной команды могут находиться не более шести игроков: пяти полевых и одного вратаря. Допускается замена вратаря на полевого игрока. Смены игроков возможны как в паузах во время остановки времени игры, так и непосредственно в ходе игры.
Во время проведения овертаймов количество игроков на площадке может быть уменьшено регламентом турнира (обычно до пяти: вратарь + четверо полевых, но с 15 декабря 2016 года в КХЛ, МХЛ и ЖХЛ введены овертаймы 3 на 3: вратарь + 3 полевых). В НХЛ, начиная с сезона 2015-16, введены овертаймы в формате 3 на 3: вратарь + трое полевых.

## Судьи

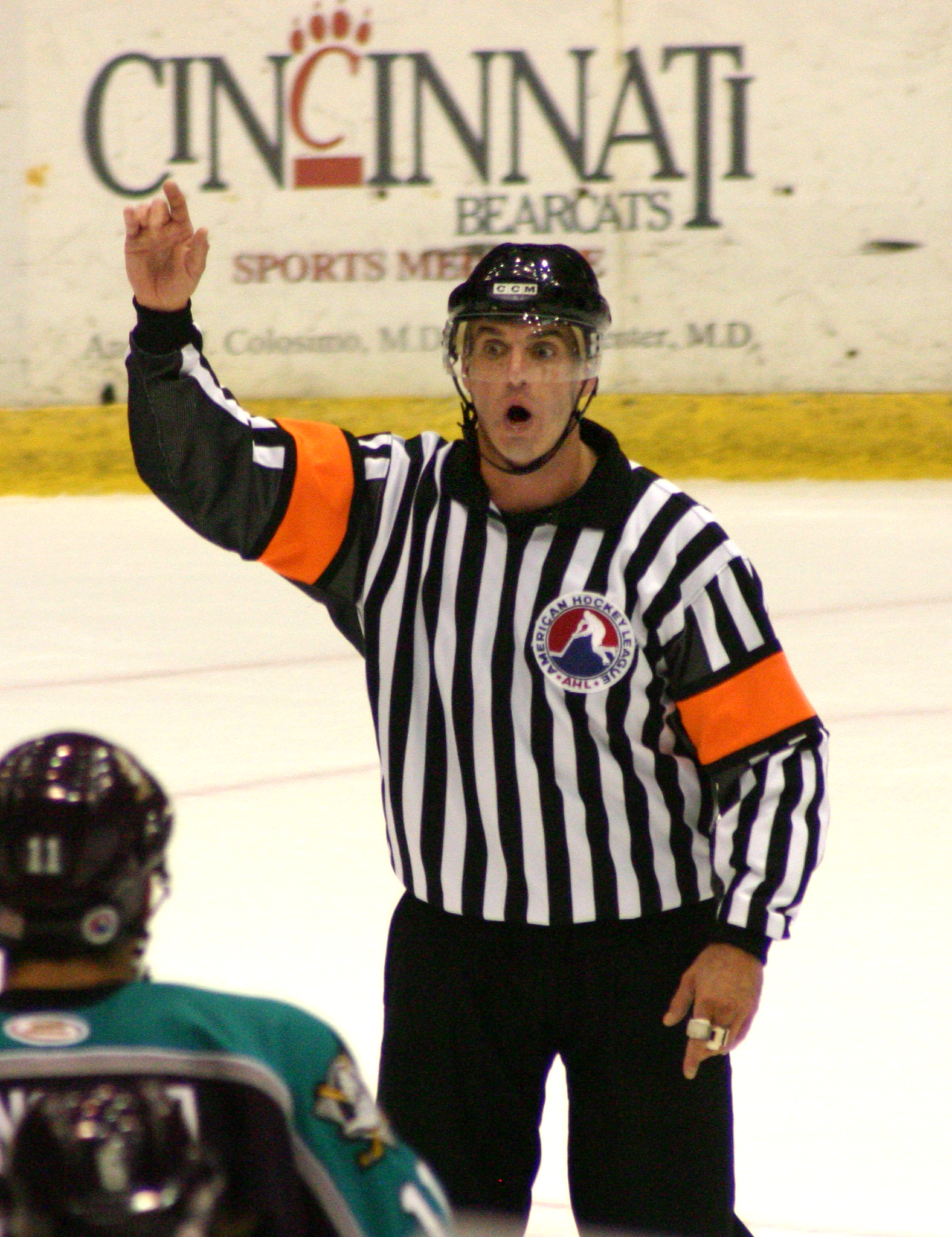
Хоккей. Главный судья

Хоккейный матч проводит судейская бригада, состоящая из трёх или четырёх судей. Один или два судьи (в зависимости от регламента турнира) называются главными судьями, два других — линейными судьями (лайнсменами — англ. linesman — судья на линии). В обязанности главного судьи входит отслеживание нарушений правил, фиксация взятия ворот (голов). Линейные судьи отвечают за отслеживание положений «вне игры», пробросов шайбы, нарушений численного состава, а также проведение вбрасываний шайбы.
Кроме судей на льду, на каждом матче присутствует судейская бригада, находящаяся за пределами площадки. В неё входят:
- двое судей за воротами (при наличии главного судьи)
- секретарь и до двух помощников секретаря
- судья-хронометрист
- судья-информатор
- судья видеоповтора
- двое судей на скамейке штрафников

## Нарушения правил и штрафы
В хоккее выделяются следующие типы нарушения правил:
- Толчок соперника (так же, как толчок клюшкой и толчок в борт)
- Блокировка — атака игрока, не владеющего шайбой (силовые приёмы возможно осуществлять только в случае, когда игрок владеет шайбой; при этом атакующий игрок не должен сделать более двух шагов в сторону атакуемого)
- Атака вратаря (в том числе в эпизодах, в которых вратарь не находится в своей зоне)
- Подножка
- Задержка соперника
- Задержка соперника клюшкой (зацеп)
- Задержка клюшки соперника (руками)
- Атака сзади
- Удар соперника
- Опасная игра высоко поднятой клюшкой (выше уровня плеч)
- Удар соперника клюшкой
- Игра сломанной клюшкой или клюшкой нестандартных размеров
- Задержка шайбы руками
- Умышленное падение на шайбу (включая вратаря, если он вышел за пределы вратарской площадки)
- Нарушение процедуры вбрасывания или порядка смены составов
- Задержка игры (умышленный выброс шайбы за пределы площадки, смещение ворот и пр.)
- Бросок клюшки на лёд для создания помехи игроку
- Грубая игра, драка
- Неспортивное, недисциплинированное поведение (симуляция — т. н. «нырок» или «рыбу», оспаривание решения судьи, вмешательство в его действия, использование оскорбительных жестов)
- Положение «вне игры»
- Проброс шайбы
- Нарушение численного состава

При некоторых нарушениях правил наказание может быть различным в зависимости от игровой ситуации и оценки нарушения главным судьёй, например, было ли нарушение умышленным, насколько велика ответственность игрока за участие в драке и т. д. Правила предусматривают следующие наказания:
- малый штраф (2');
- малый скамеечный штраф (2'), отличие от малого штрафа состоит в том, что даётся всей команде, а не игроку лично;
- двойной малый штраф (2'+2')
- большой + автоматически дисциплинарный до конца игры штраф (5'+20)
- дисциплинарный штраф (10');
- дисциплинарный штраф до конца игры (20')
- матч-штраф (25');
- штрафной бросок (буллит).

Хоккеист, наказанный малым штрафом, удаляется с площадки на 2 минуты и не может на это время быть заменён другим игроком. В случае, если правила нарушит вратарь, он не удаляется с площадки. Наказание за него отбывает один из полевых игроков. Команда при этом играет в численном меньшинстве. Оштрафованный игрок может вернуться на площадку досрочно в случае, если команда-соперник сумеет реализовать численное преимущество (осуществить взятие ворот).
Если игрок, находящийся на скамейке запасных или оштрафованных, пререкается с судьями или вмешивается в игру, то он может быть наказан малым штрафом. Если же подобное нарушение допустил оштрафованный хоккеист, то один из игроков, находящихся на площадке, покидает её. Малый скамеечный штраф налагается не на конкретного игрока, а на всю команду за общее нарушение, например, нарушение численного состава игроков, нарушение экипировки или за непосредственное нарушение, виновника которого не удаётся установить, например за бросок предмета на лёд со скамейки запасных. В этом случае тренер назначает полевого игрока, который наказывается малым штрафом. Первый большой штраф влечёт удаление игрока на 5 минут без права замены. Повторный большой штраф в течение одной игры автоматически приводит к удалению игрока до конца игры, при этом его команда играет 5 минут в меньшинстве.
За недисциплинированное поведение хоккеист, за исключением вратаря, может быть удалён на 10 минут с правом замены. Повторный дисциплинарный штраф становится дисциплинарным штрафом до конца игры. Хоккеист, удалённый до конца игры, отправляется в раздевалку. Он не сможет дальше играть до тех пор, пока его поступок не будет обсуждён в организации, ответственной за проведение матчей.
Дисциплинарные штрафы предлагают замену оштрафованного игрока. Так называемый отложенный штраф применяется в случае, если в момент нарушения правил игроком на скамейке штрафников находятся два или более его партнёров по команде: по правилам на площадке должно находиться не менее 3 полевых игроков от каждой команды. В этом случае провинившийся игрок удаляется с площадки и заменяется другим игроком на время, пока не истечёт штрафное время одного из его партнёров, оштрафованных ранее.
Возможно и обоюдное удаление. Оба оштрафованных игрока отбывают штраф полностью, даже если одной из команд удастся забросить шайбу в ворота. Если судья зафиксировал нарушение правил, но шайба пока находится у соперника, то игра не останавливается до тех пор, пока один из членов команды, чей игрок нарушил правила, не коснётся шайбы. Если в этот момент команда-соперник забрасывает шайбу в ворота, то судья фиксирует взятие ворот, и оштрафованный игрок остаётся на площадке.
Штрафной бросок назначается в следующих случаях, если:
- В течение последних двух минут основного времени матча или в любое время дополнительного периода игрок обороняющейся команды умышленно сдвинул ворота, чтобы помешать сопернику забросить шайбу;
- Оштрафованный игрок вышел на площадку, чтобы помешать взятию ворот;
- Полевой игрок, находясь в площади своих ворот, умышленно лёг на шайбу, взял её со льда в руки или подгрёб под себя рукой;
- Игрок обороняющейся команды в своей зоне умышленно бросил клюшку в шайбу, чтобы помешать взятию ворот;
- Игрок при выходе один на один с вратарём подвергся нападению или был сбит игроком защищающейся команды;

Штрафной бросок выполняет игрок, против которого было проведено нарушение. В случае травмы игрока, бросок выполняет его партнёр по команде, которого назначает капитан. По свистку судьи игрок, выполняющий штрафной бросок ведёт, не останавливаясь, шайбу от центральной точки к воротам соперника и пытается поразить их.
При выполнении штрафного броска ворота защищает только вратарь. До начала выполнения броска он не имеет права покидать площадь ворот. После того как игрок, выполняющий бросок, коснётся шайбы, вратарь защищает ворота любым разрешённым способом. Когда бросок по воротам уже произведён, выполнение его считается законченным. Игрок, выполняющий его, не имеет права добивать шайбу в ворота, если она отскочила от вратаря, стойки ворот или лицевого борта.
Если в момент совершения нарушения, наказуемого штрафным броском, у обороняющейся команды на площадке нет вратаря, штрафной бросок не выполняется, сразу засчитывается гол. 
В некоторых случаях команде, не нарушившей правила, даётся возможность выбора между штрафным броском и удалением провинившегося игрока. В случае серьёзного нарушения возможно двойное наказание в виде штрафного броска и штрафного времени (если первый бросок будет успешным). Если нарушение зафиксировано на исходе времени матча, то штрафной бросок выполняется после того, как прозвучит финальная сирена. Время, необходимое для его выполнения, в общее игровое время не включается.

## В культуре

### Фильмы, мультфильмы
- м/ф Шайбу! Шайбу! (1964, СССР)
- м/ф Матч-реванш (1968, СССР)
- х/ф Хоккеисты (1964, СССР)[6]
- х/ф «Тигры» на льду (1971, СССР)
- к/ф Вратарь (1974, СССР)
- х/ф Щелчок (1977, США)
- х/ф Такая жёсткая игра - хоккей (1983, СССР)
- х/ф Воробей на льду (1983, СССР)
- серия фильмов Могучие утята (США)
- х/ф Внезапная смерть (1995, США)
- х/ф Чудо (2004, США)
- х/ф Морис Ришар (2005, Канада)
- х/ф Валерий Харламов. Дополнительное время (2007, Россия)
- х/ф Миннесота (2009, Россия)
- х/ф Вышибала (2011, Канада)
- х/ф Короли льда (2012, Канада)
- т/с Хоккейные игры (2012, Россия)
- х/ф Легенда № 17 (2013, Россия)
- x/ф Лёд (2014, Россия)
- x/ф Чемпионы (2014, Россия)
- т/с Молодёжка (2013—2019, Россия)
- х/ф Слава (2015, Россия)

### В филателии

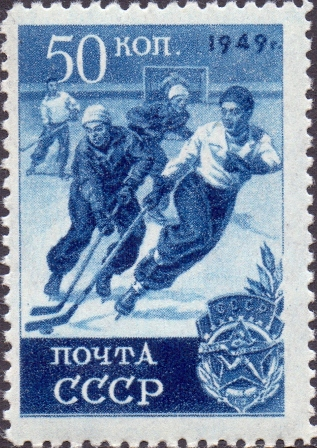
Почтовая марка, 1949 год
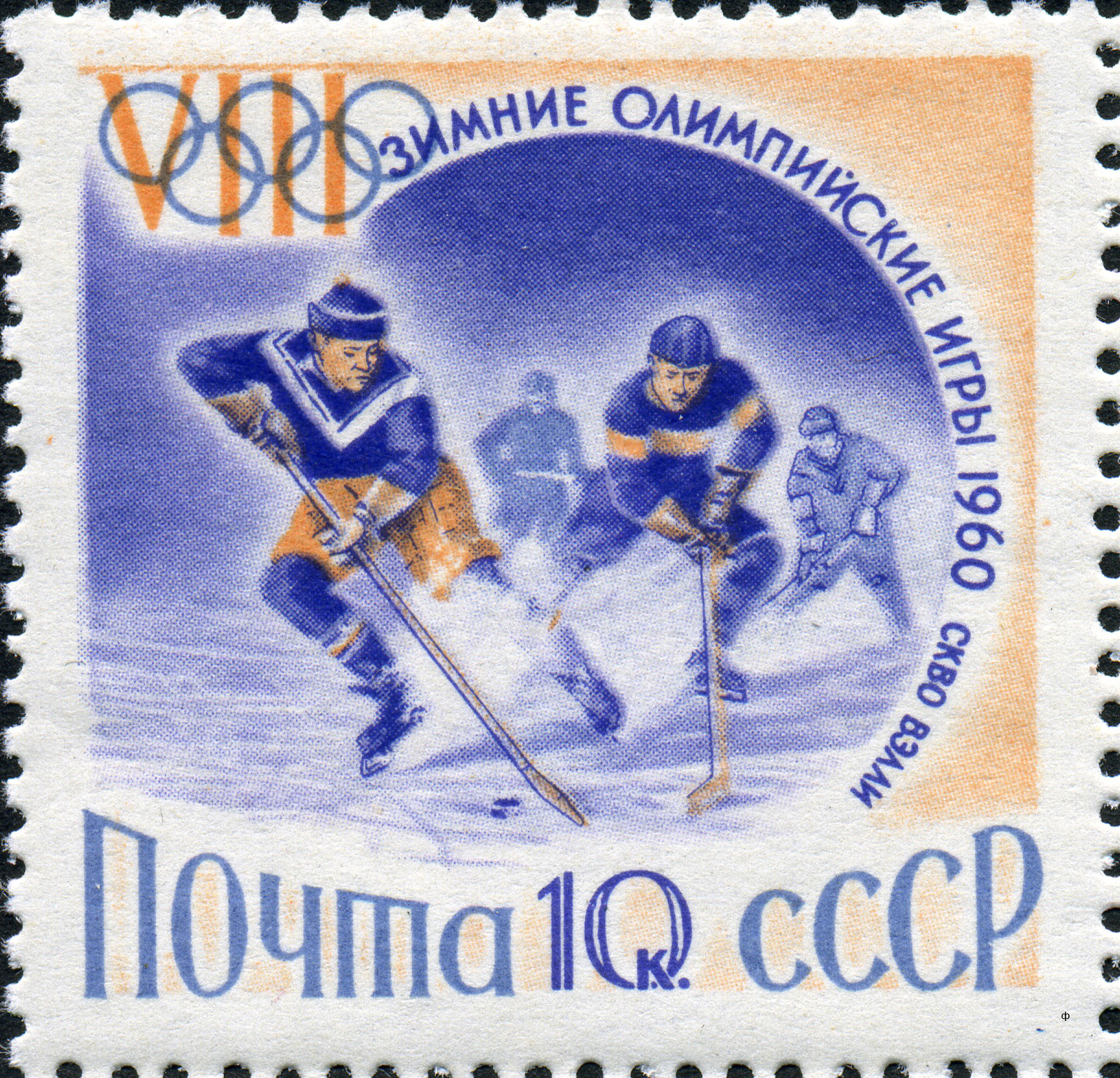
Зимние Олимпийские игры 1960
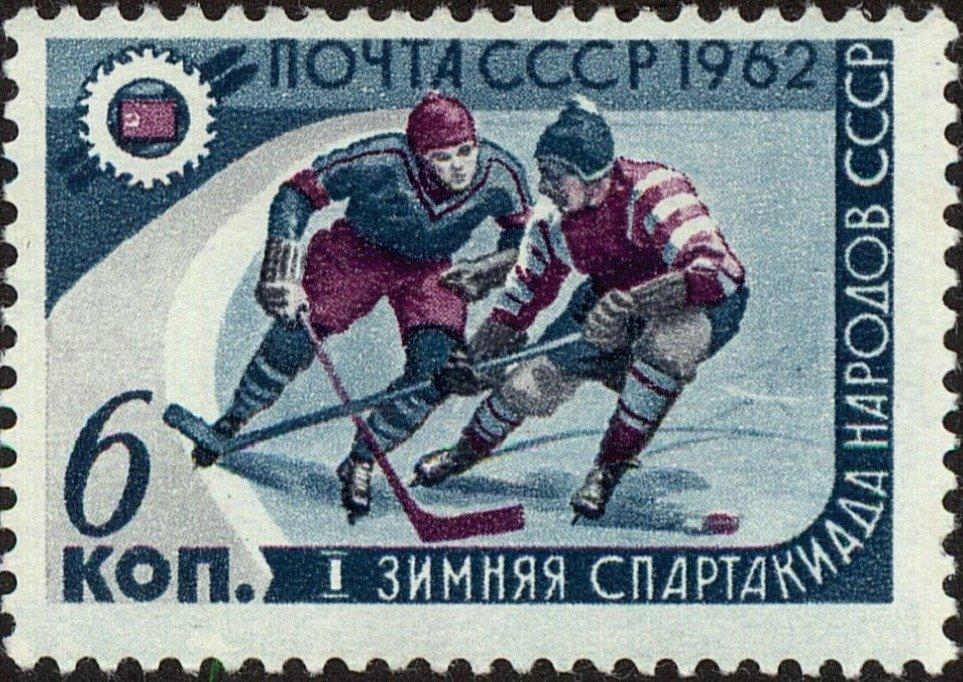
Почтовая марка 1962 года. Спартакиада народов СССР. Хоккей
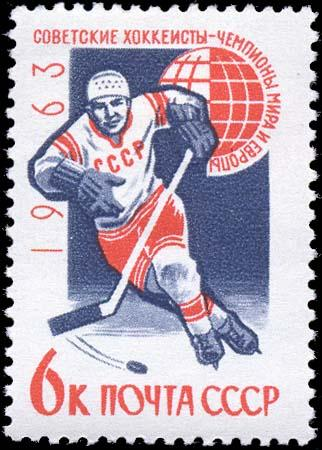
Почтовая марка СССР, 1963 года. Советские хоккеисты — чемпионы мира и Европы.
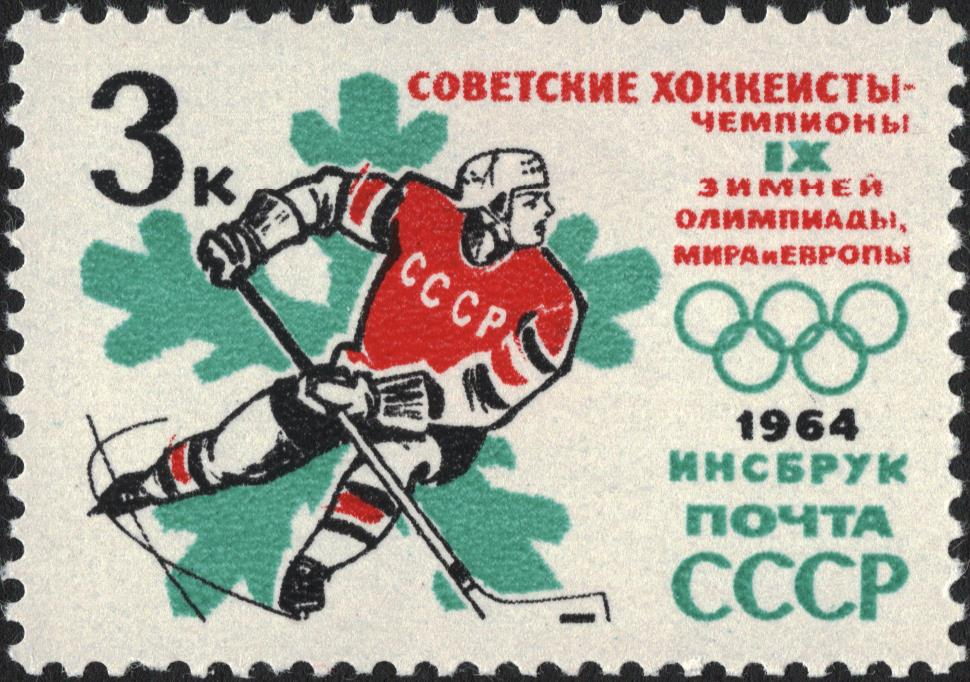
Зимние Олимпийские игры 1964
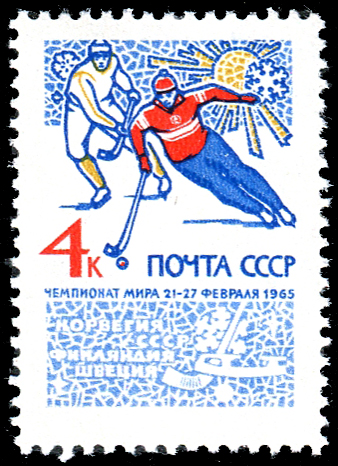
Почтовая марка СССР, 1965 год
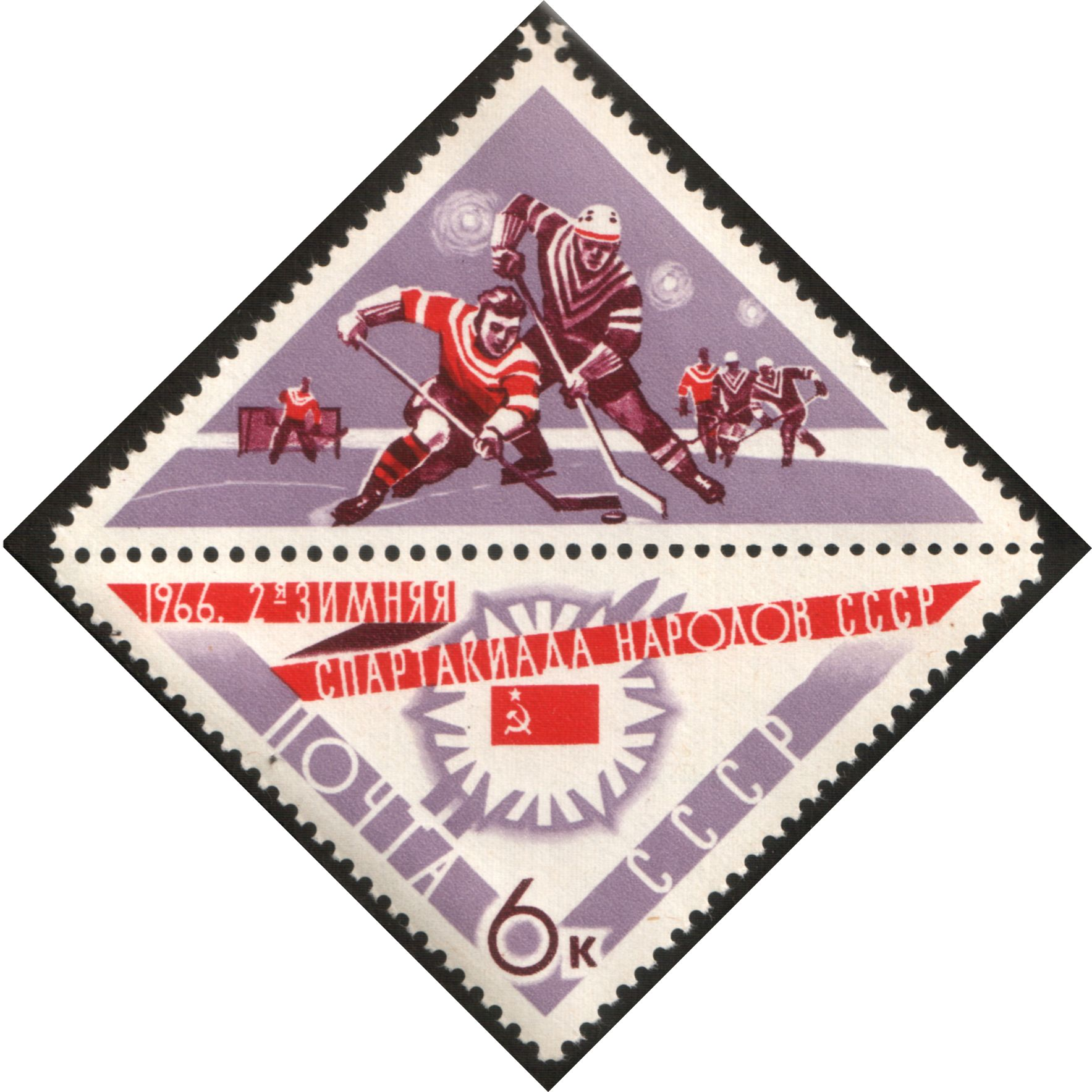
Почтовая марка СССР, 1966 года, посвящённая спартакиаде
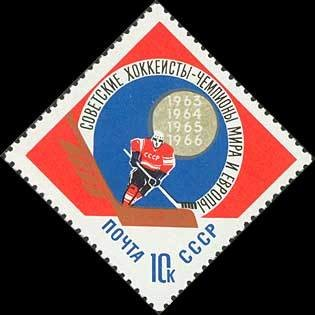
Почтовая марка, 1966 год
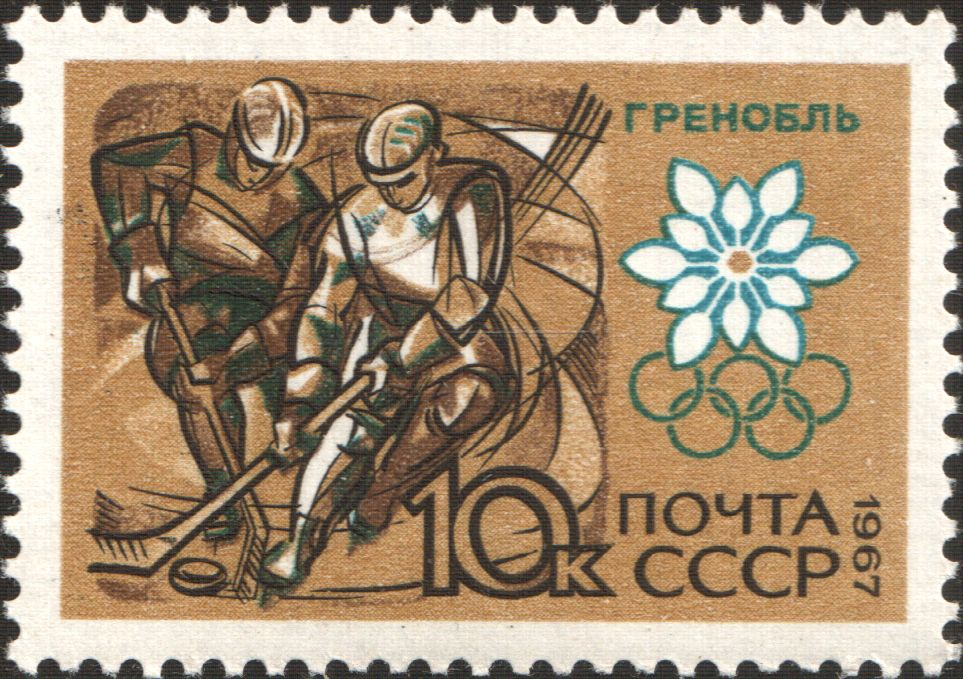
Почтовая марка СССР. 1967 год. Зимние Олимпийские игры 1968.
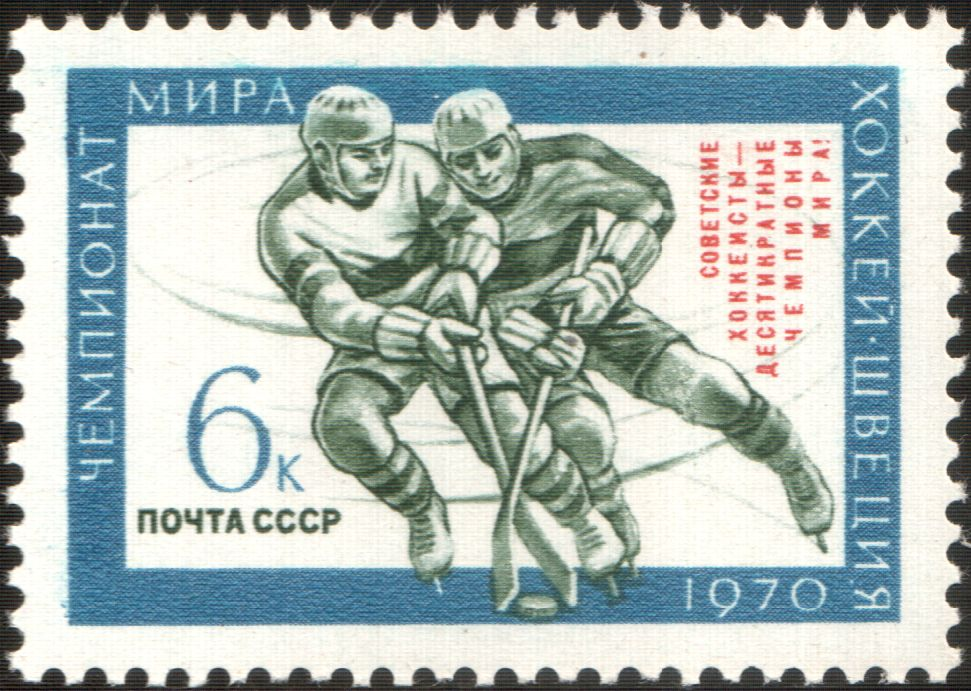
Марка СССР. Чемпионат мира по хоккею с шайбой 1970
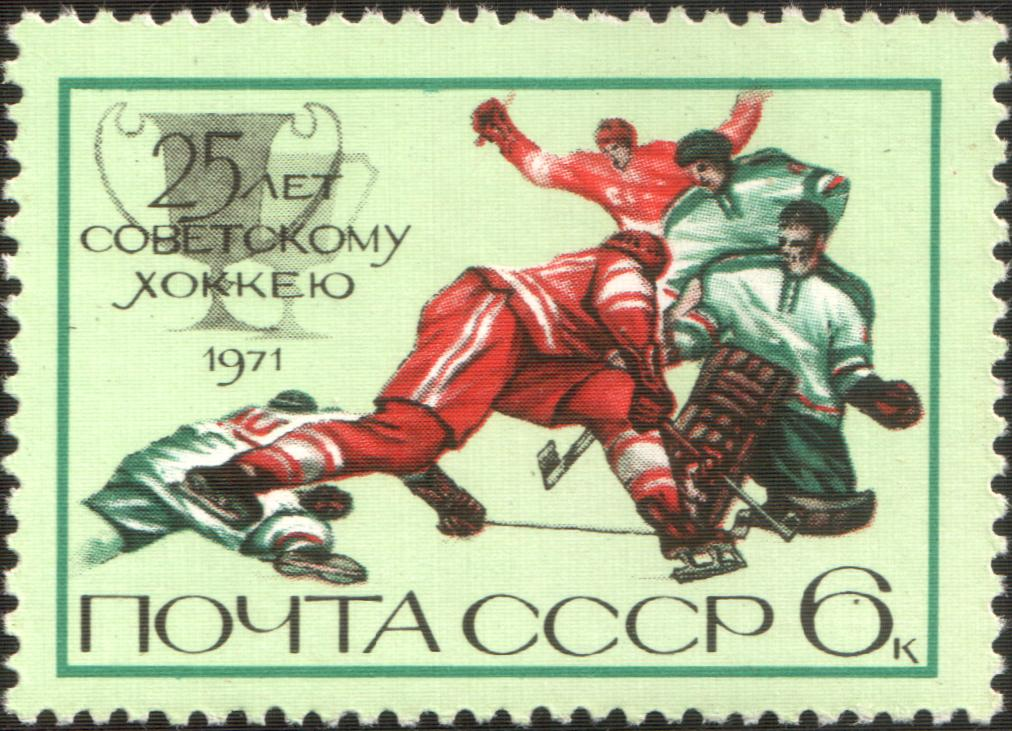
Марка СССР, 1971 год: Игроки на льду. Серия: 25-летие советского хоккея
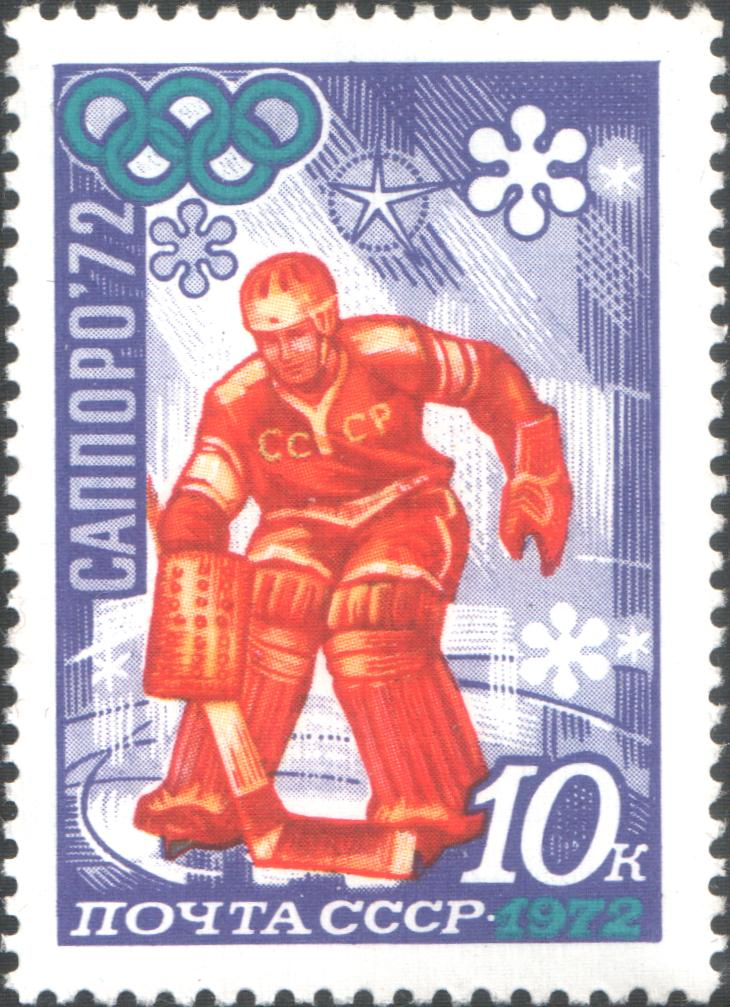
Зимние Олимпийские игры 1972 года
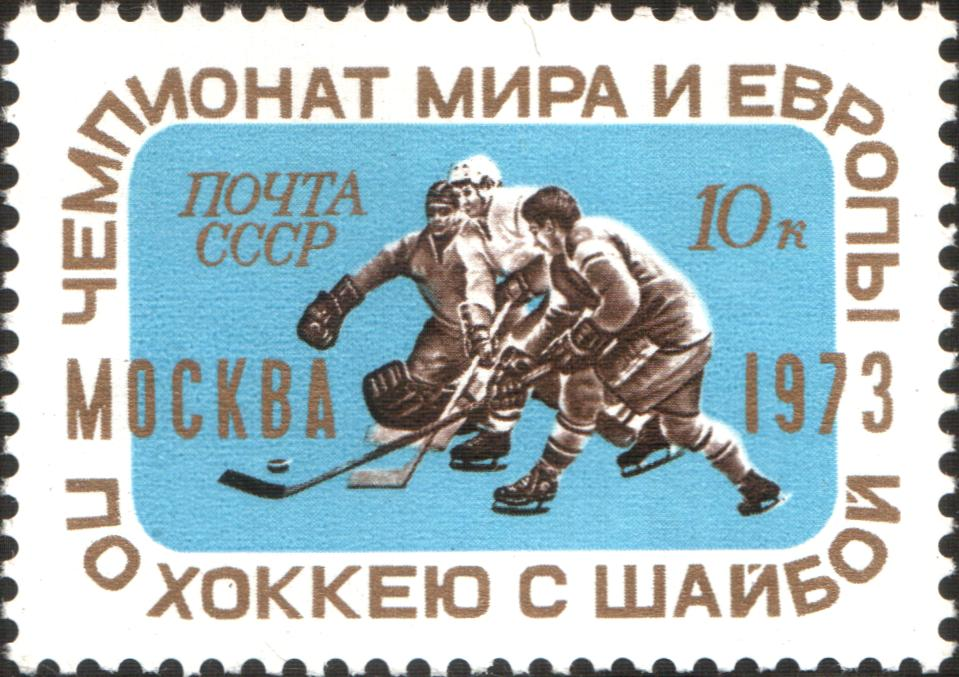
Почтовая марка СССР, 1973 год.
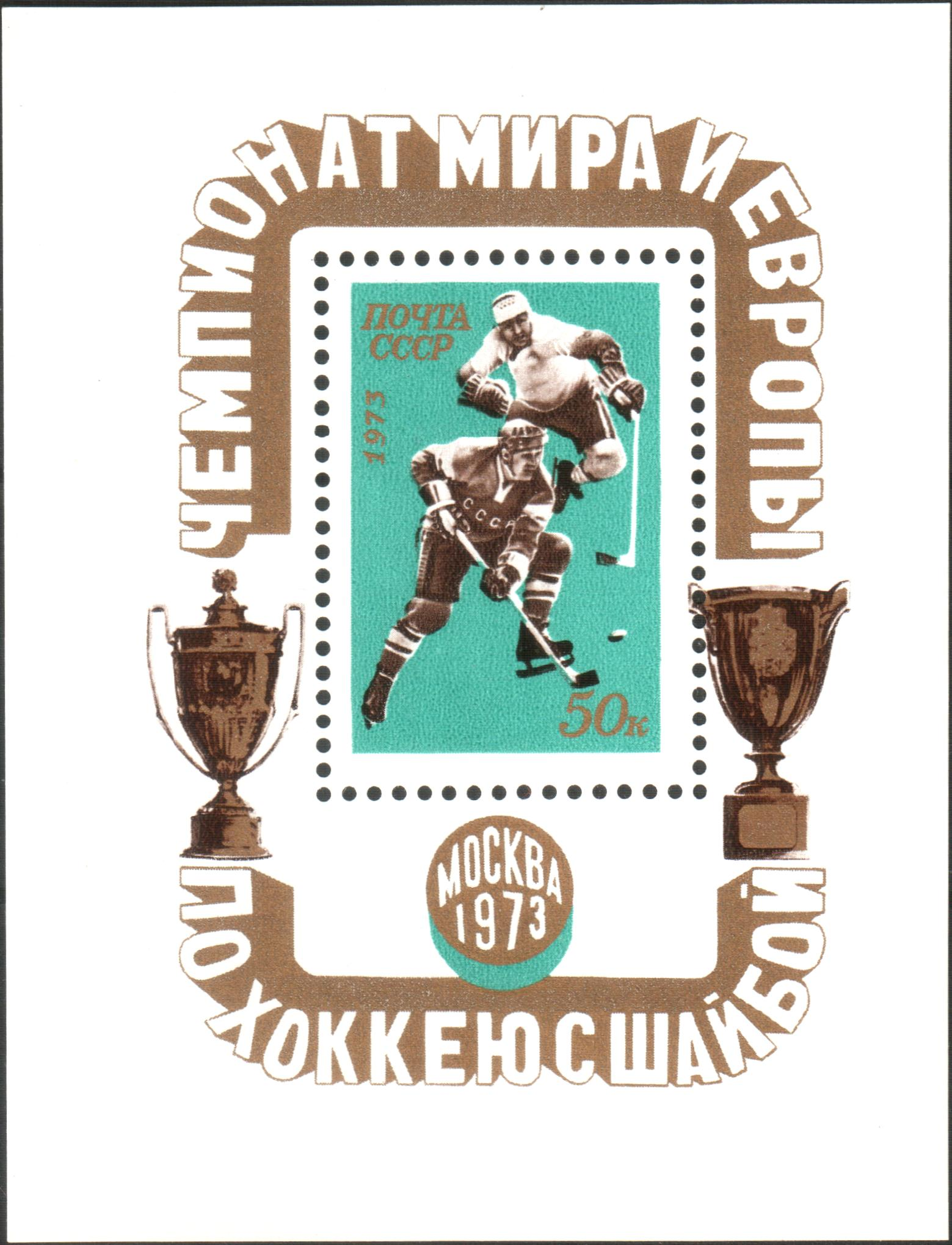
Почтовый блок СССР, 1973 год.
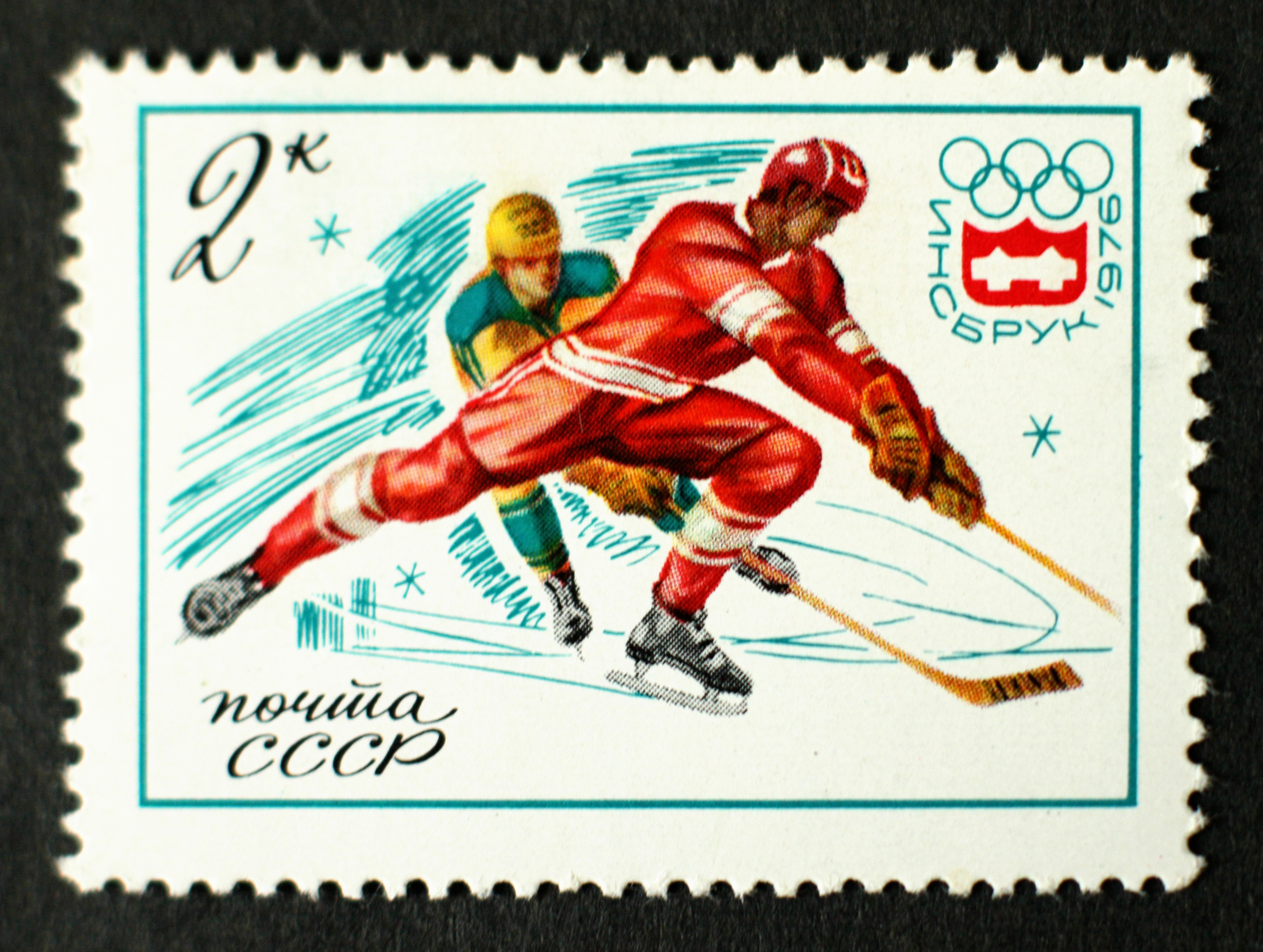
Зимние Олимпийские игры 1976 года
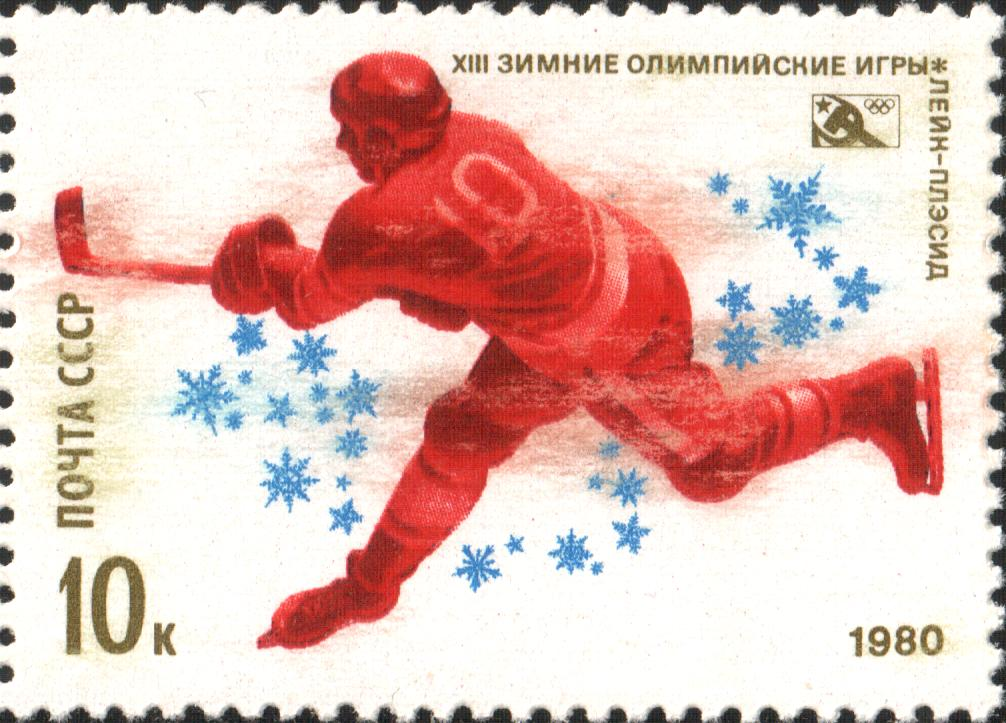
Зимние Олимпийские игры 1980 года